# Caradrina mirza
Caradrina mirza là một loài bướm đêm trong họ Noctuidae.